# Liste der denkmalgeschützten Objekte in Brixlegg
Die Liste der denkmalgeschützten Objekte in Brixlegg enthält die 34 denkmalgeschützten, unbeweglichen Objekte der Gemeinde Brixlegg.

## Denkmäler
| Foto |                 | Denkmal | Standort                                                     | Beschreibung | Metadaten |
| ---- | --------------- | --- | ------------------------------------------------------------ | --- | --- |
| ja   | Datei hochladen | Wolfenkapelle/Schweinangerkapelle HERIS-ID: 39029 Objekt-ID: 38731 TKK: 2729                                                   | Brixlegg Standort KG: Brixlegg                               | Anstelle der Kapelle des Leprosenhauses aus dem 17. Jahrhundert errichtete Baumeister Johann Wolf 1858 als Dank für den gelungenen Bau der Brixlegger Eisenbahnbrücke eine neue Kapelle, die nach ihm Wolfenkapelle genannt wurde. Diese wiederum wurde 1975 in unmittelbarer Nähe nach altem Vorbild neu errichtet und 1984 zu Ehren „Maria am Wege“ geweiht. Die Kapelle mit schindelgedecktem Walmdach weist eine offene stichkappengewölbte Vorhalle und einen polygonalen Schluss auf. Die Vorhalle ist durch weite Rundbögen geöffnet, der Kapellenraum wird von einem hohen barocken Schmiedeeisengitter aus der alten Kapelle begrenzt. | BDA-Hist.: Q37986513 Status: § 2a Stand der BDA-Liste: 2025-06-30 Name: Wolfenkapelle/Schweinangerkapelle GstNr.: 560/8 Wolfenkapelle, Brixlegg                                                                                                  |
| ja   | Datei hochladen | Brixlegger Tor / Matzentor HERIS-ID: 107388 Objekt-ID: 124707 TKK: 115576                                                      | Innsbrucker Straße 1, in der Nähe Standort KG: Brixlegg      | Das Tor liegt am östlichen Ende des Schlossparks Matzen, den Franz von Lipperheide Ende des 19. Jahrhunderts anlegen ließ. Der steinerne Torbau weist ein geschmiegtes, schindelgedecktes Walmdach und ein zweiflügeliges Rundbogentor auf, das mit rot-weißen Dreiecken bemalt und mit dekorativem Schmiedeeisenbeschlagwerk versehen ist. | BDA-Hist.: Q37809923 Status: § 2a Stand der BDA-Liste: 2025-06-30 Name: Brixlegger Tor / Matzentor GstNr.: 530 |
| ja   | Datei hochladen | Mühlbichl-Kapelle HERIS-ID: 39022 Objekt-ID: 38722 TKK: 2726                                                                   | östlich Innsbrucker Straße 4 Standort KG: Brixlegg           | Die Kapelle wurde 1853 anstelle eines Vorgängerbaus zum Gedenken an das misslungene Attentat auf Kaiser Franz Josef I. errichtet, woran eine Tafel mit Kaiserbüste im Inneren erinnert. 1926 wurde die Kapelle in die Anlage des Kriegerdenkmals integriert, nach Bombenschäden wurde sie 1950 und 1955/56 restauriert und umgestaltet. Der schlank proportionierte Bau mit eingezogenem Polygon weist ein schindelgedecktes Satteldach über breiter Hohlkehle und einen Giebelreiter auf. Die zweiflügelige Bronzetür mit Darstellungen der hll. Michael und Sebastian wurde 1956 von Maria Guggenberger-Haas gestaltet, der Eingang ist durch ein breites Vordach mit origineller Stützenkonstruktion geschützt. Das Innere weist eine Stichkappentonne über farblich akzentuierten Pilastern mit Gurtbögen auf. | BDA-Hist.: Q37986472 Status: § 2a Stand der BDA-Liste: 2025-06-30 Name: Mühlbichl-Kapelle GstNr.: .155 Mühlbichlkapelle |
| ja   | Datei hochladen | Prähistorischer Siedlungshügel „Hochkapelle“ HERIS-ID: 45439 Objekt-ID: 46776                                                  | Mariahilfbergl Standort KG: Brixlegg                         | Der Mehrnstein und das vorgelagerte Mariahilfbergl waren seit der Jungsteinzeit besiedelt, wie Keramikfunde der Münchshöfener und Rössener Kultur, der Pollinger und der Chamer Gruppe belegen. Schlacken von ca. 4200 v. Chr. sind der älteste Nachweis für pyrotechnische Kupfergewinnung aus Fahlerz in Mitteleuropa. Die Kupferverhüttung bildete die Grundlage für eine bronzezeitliche Bergbausiedlung, deren älteren Phasen (ca. 2000–1500 v. Chr.) der Straubinger Gruppe und deren jüngere Phasen (ca. 1350–900 v. Chr.) der Urnenfelderkultur zuzurechnen sind. | BDA-Hist.: Q38015895 Status: Bescheid Stand der BDA-Liste: 2025-06-30 Name: Prähistorischer Siedlungshügel „Hochkapelle“ GstNr.: 183/24, 323/1, 324/1                                                                                            |
| ja   | Datei hochladen | Wallfahrtskirche Mariahilf / Kapelle Maria im Grünwald mit Mesnerhaus HERIS-ID: 106907 Objekt-ID: 124161 TKK: 2718             | Mariahilfbergl 1 Standort KG: Brixlegg                       | Die Wallfahrtskapelle mit Einsiedelei auf dem Mariahilfbergl wurde vermutlich 1681 errichtet, 1698 neu gebaut und 1716 erneuert. Unter Kaiser Joseph II. wurde sie säkularisiert und in der Folge verkauft. 1909 wurde die Einsiedelei durch Brand zerstört und neu gebaut, im Zweiten Weltkrieg wurde die Kapelle durch Bomben beschädigt. Der große Kapellenbau weist einen leicht eingezogenem Polygonalchor und ein schindelgedecktes Satteldach mit Dachreiter auf. An der Nord- und Südseite befindet sich jeweils ein Portal. Der Innenraum ist mit einer Stichkappentonne über Pilastergliederung überwölbt. Die Gewölbemalereien mit Stuck imitierenden Rocaillekartuschen wurden um 1770 von Christoph Anton Mayr geschaffen und nach den Bombenschäden erneuert. Das Fresko Mariä Himmelfahrt wurde 1958 von Fred Hochschwarzer gemalt. Am Hochaltar befindet sich das Gnadenbild, eine Pietà vom Ende des 17. Jahrhunderts. Die ehemalige Einsiedelei, später als Mesnerhaus genutzt, ist im Südwesten an die Kapelle angebaut. Der zweigeschoßige Mauerbau weist einen kleinen, in Blockbauweise errichteten Wirtschaftsteil auf. | BDA-Hist.: Q37809068 Status: § 2a Stand der BDA-Liste: 2025-06-30 Name: Wallfahrtskirche Mariahilf / Kapelle Maria im Grünwald mit Mesnerhaus GstNr.: 185 Wallfahrtskirche Mariahilf, Brixlegg                                                   |
| ja   | Datei hochladen | Kruzifix auf dem Mariahilfbergl HERIS-ID: 106910 Objekt-ID: 124164 TKK: 2558                                                   | Mariahilfbergl 1, in der Nähe Standort KG: Brixlegg          | Das Wegkreuz am Weg zur Mariahilfkapelle in breitem Bretterkasten mit Corpus im Dreinageltypus stammt vom Ende des 19. Jahrhunderts. | BDA-Hist.: Q37809084 Status: § 2a Stand der BDA-Liste: 2025-06-30 Name: Kruzifix auf dem Mariahilfbergl GstNr.: 183/19 Kruzifix Mariahilfbergl, Brixlegg                                                                                         |
| ja   | Datei hochladen | Kupferschmiedhaus HERIS-ID: 106915 Objekt-ID: 124169 TKK: 2527                                                                 | Marktstraße 25 Standort KG: Brixlegg                         | 1529 wird erstmals ein Kupferschmied in Brixlegg erwähnt. Das Haus wurde im späten 17. Jahrhundert unter Einbeziehung eines Vorgängerbaus errichtet. Es ist ein zweigeschoßiger Bau mit flachem Satteldach über giebelseitig erschlossenem Mittelflurgrundriss. Die Giebelwand springt im Bereich des östlichen Hausteils vor und weist im ersten Obergeschoß einen polygonalen Erker auf. Über dem Rundbogeneingang befindet sich ein übermaltes Fresko des Evangelisten Johannes aus dem 18. Jahrhundert. Die Fenster sind mit zweiflügeligen Klappläden bzw. aufwändig gestalteten Schmiedeeisengittern versehen. Das Dach ist mit Legschindeln und Steinen gedeckt. Im Inneren hat sich ein kreuzgratgewölbter Flur erhalten, im Erkerzimmer eine reich gestaltete Kassettendecke aus Zirbenholz. | BDA-Hist.: Q37809104 Status: Bescheid Stand der BDA-Liste: 2025-06-30 Name: Kupferschmiedhaus GstNr.: 310 Marktstraße 25 (Brixlegg) |
| ja   | Datei hochladen | Alter Widum HERIS-ID: 37448 Objekt-ID: 36601 TKK: 2525                                                                         | Marktstraße 26 Standort KG: Brixlegg                         | Der ursprünglich als Gewerkenhaus und Nebengebäude des Hirschenwirtes dienende alte Widum stammt im Kern aus dem 18. Jahrhundert und wurde Anfang des 20. Jahrhunderts stark verändert. An der Nord- und Ostseite ist er von einem Garten mit Gartenmauer umgeben. Der zweigeschoßige Bau mit Kniestock und weit vorkragendem Satteldach ist außen von den Umbauten des 20. Jahrhunderts geprägt. Die Giebelfassade ist asymmetrisch gegliedert, im östlichen Bereich befindet sich ein zweiflügeliges, überdachtes Rechteckportal mit gekehlter Steinrahmung; in der Mittelachse ein polygonaler Erker mit Mosaiken mit Herz Jesu (Liebe) sowie den Symbolen für Glaube und Hoffnung, im Giebelfeld darüber ein Mosaik hl. Josef mit Kind. Im westlichen Bereich befindet sich ein breites Wirtschaftsportal mit zweiflügeliger Einfahrt. Das Innere weist einen leicht aus der Achse geschobenen Mittelflur, eine hölzerne Treppe mit gedrechselten Docken und einen gewölbten Keller auf. Im ehemaligen Pfarrerzimmer im ersten Obergeschoß haben sich qualitätvolle Rokoko-Stuckaturen erhalten. Die übrigen Räume wurden umgebaut bzw. modernisiert. | BDA-Hist.: Q37975719 Status: Bescheid Stand der BDA-Liste: 2025-06-30 Name: Alter Widum GstNr.: 290 Alter Widum (Brixlegg) |
| ja   | Datei hochladen | Bürgerhaus HERIS-ID: 39019 Objekt-ID: 38718 TKK: 2526                                                                          | Marktstraße 28 Standort KG: Brixlegg                         | Das ehemalige Knappenhaus im Ortszentrum stammt im Kern aus dem 17. Jahrhundert und wurde im Lauf des 20. Jahrhunderts mehrfach verändert. Der zweigeschoßige Bau mit asymmetrischer Achsengliederung ist mit einem Satteldach gedeckt. Die Erdgeschoßzone der Giebelfassade ist durch Geschäftseinbauten verändert, im Obergeschoß befindet sich ein polygonaler Erker mit barockem Fenstergitter aus dem 17. Jahrhundert. An der westlichen Traufseite befindet sich ein breites Rundbogenportal mit abgefaster Steinlaibung (im Sockelbereich ehemals mit Anlauf) und hölzerner, teils verglaster Rahmenfüllungstüre. Darüber wurde in die Mauer eine Erzstufe eingelassen. | BDA-Hist.: Q37986417 Status: Bescheid Stand der BDA-Liste: 2025-06-30 Name: Bürgerhaus GstNr.: .32 Marktstraße 28 (Brixlegg) |
| ja   | Datei hochladen | Bürgerhaus Waldmeisterhaus, Judenstock HERIS-ID: 39021 Objekt-ID: 38721 TKK: 2730                                              | Marktstraße 29 Standort KG: Brixlegg                         | Das mächtige Gebäude im Ortszentrum stammt im Kern aus dem 16. Jahrhundert, seine ursprüngliche Funktion ist unbekannt, vermutlich diente es als Verwaltungs- und Lagerhaus der Brixlegger Kupferhütte. Ab 1814 war es auch Sitz der Forstverwaltung (daher die Bezeichnung „Waldmeisterhaus“). 1902 wurde es aufgestockt und als Dependance des gegenüberliegenden Gasthofs zum Goldenen Hirschen verwendet. Ende des 20. Jahrhunderts wurde es zu einem Wohn- und Geschäftshaus umgebaut. Der viergeschoßige Bau mit Krüppelwalmdach über breiter Hohlkehle weist an der straßenseitigen Giebelfassade zwei Portale mit abgefasten Steinlaibungen auf, die übrige Erdgeschoßzone wurde durch Geschäftseinbauten verändert. Die Achsen der Obergeschoße sind symmetrisch gegliedert, an den Fenstern des ersten Obergeschoßes befinden sich zweiflügelige Klappjalousien, im dritten Obergeschoß ein dreiachsiger Balkon mit schmiedeeisernem Brüstungsgeländer von 1907. Zwischen erstem und zweitem Obergeschoß hängt das ehemalige Wirtshausschild mit dem goldenen Hirschen. Die Seitenfassaden sind leicht asymmetrisch gegliedert; an der nördlichen Giebelfassade befinden sich hölzerne Balkone und Anbauten des späten 20. Jahrhunderts, im mittleren Bereich ist die spätgotische Fensteranordnung erhalten. Hohlkehlen, Mauerkanten und Wandöffnungen am gesamten Außenbau sind durch farblich differenzierte Putzgliederung belebt. Das Innere ist über einen durchgehenden stichkappengewölbten Flur im westlichen Hausteil erschlossen, die Treppenanlage ist nordseitig situiert. Die Erdgeschoßräume und der Flur im ersten Obergeschoß sind ebenfalls gewölbt. Weitere qualitätvolle Baudetails aus Spätgotik und Renaissance. haben sich erhalten. Das östliche Portal führt in eine fünfjochige, gewölbte Säulenhalle, den ehemaligen Pferdestall. | BDA-Hist.: Q37986453 Status: Bescheid Stand der BDA-Liste: 2025-06-30 Name: Bürgerhaus Waldmeisterhaus, Judenstock GstNr.: .73/2 Marktstraße 29 (Brixlegg)                                                                                       |
| ja   | Datei hochladen | Haus Krämer HERIS-ID: 106916 Objekt-ID: 124170 TKK: 2528                                                                       | Marktstraße 30 Standort KG: Brixlegg                         | Das zweigeschoßige Haus mit Satteldach und giebelseitig erschlossenem Mittelflurgrundriss stammt im Kern aus dem 17. Jahrhundert, der südseitige Anbau aus dem 20. Jahrhundert. In der östlichen Gebäudehälfte war im Erdgeschoß ein Kramerladen untergebracht. Das breite Portal ist rundbogig geschlossen und wie die Fenster des Erdgeschoßes mit abgefaster Steinlaibung versehen. Der Geschäftsbereich ist durch moderne Schaufenster verändert. Das Obergeschoß weist eine regelmäßige Fensteranordnung auf, die Laibungen der Fenster sind gekehlt, verputzt und von Zierschnittbrettern gerahmt. Im Giebelfeld befindet sich ein Wandbild des Heiligen Wandels. Im Inneren hat sich ein gewölbter Flur erhalten. | BDA-Hist.: Q37809114 Status: Bescheid Stand der BDA-Liste: 2025-06-30 Name: Haus Krämer GstNr.: 394/4 Marktstraße 30 (Brixlegg) |
| ja   | Datei hochladen | Friedhof mit Friedhofskapelle Hl. Kreuz und Kriegerdenkmal HERIS-ID: 106897 Objekt-ID: 124149 TKK: 2716, 2713, 2714            | Marktstraße 33, in der Nähe Standort KG: Brixlegg            | Der Friedhof um die Kirche wurde 1590 angelegt und 1591 zusammen mit der erneuerten Kirche geweiht. Um 1855 wurden die Arkaden nach Plänen des Baumeisters Hans Wolf errichtet. 1927, 1965/1966 und 1985/1986 wurde der Friedhof nach Nordosten erweitert. Die Anlage ist von einer Umfassungsmauer begrenzt und wird im Osten von einer Arkadenreihe unter einem Pultdach abgeschlossen, in der sich einige aufwändig gestaltete Grabmäler befinden. Die Kreuzkapelle in der Nordostecke wurde 1699 vollendet, im Zweiten Weltkrieg schwer beschädigt und 1947 in alter Form wieder aufgebaut. Der Zentralbau über kleeblattförmigem Grundriss weist eine Kuppel mit mächtiger Laterne auf. Auf der Westseite ist ein übergiebeltes Eingangsjoch vorgelagert. Das gewölbte Innere war ursprünglich mit Stuck verziert und ist seit dem Wiederaufbau schlichter gestaltet. In der östlichen Konche befindet sich ein Kruzifix. In der Mitte des Friedhofs dient ein monumentales überdachtes Kruzifix als Kriegerdenkmal für die Gefallenen und Vermissten des Ersten Weltkrieges. Der polychrom gefasste Corpus wurde um 1930 von Josef Moser geschnitzt. Am Sockel befinden sich Inschriftenkartuschen zur Erinnerung an die Gefallenen. | BDA-Hist.: Q37809012 Status: § 2a Stand der BDA-Liste: 2025-06-30 Name: Friedhof mit Friedhofskapelle Hl. Kreuz und Kriegerdenkmal GstNr.: 399, .181, 394/1, 403/1, 403/3 Friedhof Brixlegg                                                      |
| ja   | Datei hochladen | Kath. Pfarrkirche Unserer Lieben Frau Vermählung HERIS-ID: 106896 Objekt-ID: 124148 TKK: 2712                                  | gegenüber Marktstraße 37 Standort KG: Brixlegg               | Urkundlich bestand 788 eine Pfarre, später eine Filiale, und 1891 wieder eine Pfarre. Der gotische Kirchenbau aus 1508 wurde 1520 geweiht. Das Kircheninnere wurde in der Mitte des 18. Jahrhunderts barockisiert. Der Hochaltar aus dem Ende des 18. Jahrhunderts zeigt das Altarbild Vermählung Mariä gemalt von Kaspar Waldmann 1692. | BDA-Hist.: Q37809000 Status: § 2a Stand der BDA-Liste: 2025-06-30 Name: Kath. Pfarrkirche Unsere Liebe Frau Vermählung GstNr.: 399 Pfarrkirche Unserer Lieben Frau Vermählung, Brixlegg                                                          |
| ja   | Datei hochladen | Wolfenbildstock/Wolfensäule HERIS-ID: 106894 Objekt-ID: 124146 TKK: 2561                                                       | bei Marktstraße 38 Standort KG: Brixlegg                     | Der spätgotische Tabernakelbildstock aus der Pestzeit (1611–1635) wurde 1982 im Zuge einer Straßenerweiterung vom ehemaligen Standort nördlich der Wolfenkapelle an den heutigen Standort versetzt und mit farbig gefassten Reliefs von Heinrich Knoll versehen, die die hll. Barbara, Florian, Notburga und Johannes Nepomuk darstellen. | BDA-Hist.: Q37808988 Status: § 2a Stand der BDA-Liste: 2025-06-30 Name: Wolfenbildstock/Wolfensäule GstNr.: 247/1 |
| ja   | Datei hochladen | Siegwart-Brunnen HERIS-ID: 106922 Objekt-ID: 124176 TKK: 135160                                                                | bei Marktstraße 40 Standort KG: Brixlegg                     | Der Brunnen vor dem Gasthof Tiroler Weinstuben wurde 1858 vom Besitzer A. Sigwart aufgestellt, dessen Name mit der Jahreszahl am Brunnentrog steht. Der Brunnenpfeiler mit ausladendem Kapitell wird von einer Kugel bekrönt, der schmiedeeiserne Wasserausguss hat die Form eines Tierkopfes. | BDA-Hist.: Q37809134 Status: § 2a Stand der BDA-Liste: 2025-06-30 Name: Siegwart-Brunnen GstNr.: .147 |
| ja   | Datei hochladen | Denkmal Ludwig Steub HERIS-ID: 106899 Objekt-ID: 124152 TKK: 2563                                                              | nahe Mühlbichl 28 Standort KG: Brixlegg                      | Das Denkmal für den bayrischen Schriftsteller Ludwig Steub, der nach seiner Pensionierung zeitweise in Brixlegg lebte, befindet sich an der Felswand beim Weg zum Mühlbichl. Das überlebensgroße Portraitrelief wurde 1898 von Eduard Pfeiffer (nach anderen Angaben: Ernst Pfeifer) aus München nach einer Portraitbüste Steubs von Wilhelm von Rümann geschaffen. | BDA-Hist.: Q37809040 Status: § 2a Stand der BDA-Liste: 2025-06-30 Name: Denkmal Ludwig Steub GstNr.: 481/1 |
| ja   | Datei hochladen | Kriegerdenkmal auf dem Mühlbichl und Umfassungsmauer HERIS-ID: 106898 Objekt-ID: 124151 TKK: 2724                              | nahe Mühlbichl 42 Standort KG: Brixlegg                      | Das Denkmal nordöstlich der Mühlbichl-Kapelle wurde 1925/26 nach Plänen von Fritz Müller errichtet und 1955/56 umgestaltet und zum Denkmal für die Gefallenen und Vermissten beider Weltkriege erweitert. Unter einer baldachinartigen Architektur steht eine monumentale Gusssteinfigur des hl. Georg im Kampf mit dem Drachen von Karl Severin Unterberger. An der ringförmigen Umfassungsmauer um die Anlage befinden sich die Namen der Gefallenen in Reliefbuchstaben aus Gusseisen. | BDA-Hist.: Q37809031 Status: § 2a Stand der BDA-Liste: 2025-06-30 Name: Kriegerdenkmal auf dem Mühlbichl und Umfassungsmauer GstNr.: 479/1, 481/1, 527                                                                                           |
| ja   | Datei hochladen | Gemeindeamt, ehem. Gasthaus Zum Goldenen Hirschen, Judenwirt HERIS-ID: 39018 Objekt-ID: 38717 TKK: 2731                        | Römerstraße 1 Standort KG: Brixlegg                          | Der ehemals älteste Gasthof in Brixlegg wurde um 1990 als Gemeindeamt adaptiert. Der im Kern aus dem 16. Jahrhundert stammende längsgeteilte Einhof wurde im 18. Jahrhundert erweitert. Das an der nördlichen Traufseite angebaute Wirtschaftsgebäude mit Schleppdach wurde beim Umbau zum Gemeindeamt abgetragen, stattdessen wurde an der östlichen Giebelseite ein leicht halbkreisförmig geschwungener Trakt angebaut. Der zweigeschoßige Bau über giebelseitig erschlossenem Mittelflurgrundriss ist mit einem Satteldach gedeckt. Die Giebelfassade ist asymmetrisch gestaltet, das breite Rundbogenportal weist eine abgefaste Marmorlaibung und ehemals Architekturmalereirahmung auf, darüber befindet sich ein Mariahilf-Bild. Einige Fenster der Westfassade sind mit abgefasten Marmorlaibungen, die übrigen mit einfacher Putzfaschengliederung gestaltet, ebenso die Geschoßteilungen und Mauerkanten. Im Obergeschoß der südlichen Traufseite befindet sich ein Polygonalerker. Die ehemaligen Gaststuben und Gästezimmer wurden im Zuge der Adaptierung zum Gemeindeamt umgebaut und modernisiert. | BDA-Hist.: Q37986397 Status: Bescheid Stand der BDA-Liste: 2025-06-30 Name: Gemeindeamt, ehem. Gasthaus Zum Goldenen Hirschen, Judenwirt GstNr.: 311/1 Gemeindeamt Brixlegg                                                                      |
| ja   | Datei hochladen | Volkstheater Brixlegg / ehem. Kaltschmied’sches Theater / Judenwirtstheater HERIS-ID: 106917 Objekt-ID: 124171 TKK: 2533       | Römerstraße 2 Standort KG: Brixlegg                          | Das Gebäude wurde 1850 von Andreas Obinger für die Judenwirtin Maria Kaltschmid errichtet und nach Schäden im Zweiten Weltkrieg 1945/46 wiederhergestellt. In den späten 1940er Jahren wurde zusätzlich ein Kino eingerichtet, 1950 die Bühne mit einer Breitleinwand verbaut. In den 1980er Jahren wurde es nach Plänen von Josef Gschösser renoviert und als Theater reaktiviert. Der zweigeschoßige Bau hat ein abgewalmtes Satteldach; der nordwestseitig angestellte Treppenanbau mit gedeckter Außentreppe weist breite Segmentbogenfenster im Obergeschoß auf und ist ebenerdig zum Vorplatz hin durch hohe Rundbögen geöffnet. Die restliche Fassade mit überdachtem zweiflügeligem Portal und hohen Rundbogenfenstern ist an den Mauerkanten und Wandöffnungen durch einfache Putzrahmungen gegliedert. | BDA-Hist.: Q37809125 Status: § 2a Stand der BDA-Liste: 2025-06-30 Name: Volkstheater Brixlegg / ehem. Kaltschmied'sches Theater / Judenwirtstheater GstNr.: 311/2 Volkstheater Brixlegg                                                          |
| ja   | Datei hochladen | Brunnen HERIS-ID: 106872 Objekt-ID: 124123 TKK: 115575                                                                         | zwischen Badgasse 2 und Römerstraße 44 Standort KG: Brixlegg | Der 1873 errichtete Brunnen erinnert an die von 1868 bis 1913 in Brixlegg abgehaltenen Passionsspiele. Er besteht aus einem großen rechteckigen Brunnenbecken sowie einem viereckigen Pfeiler mit Sockel und ausladendem profiliertem Kapitell und Wasserausguss. Auf dem Pfeiler befindet sich eine steinerne Kugel, die sogenannte Passionsspiel-Donnerkugel von 1913. Die eingemeißelten Jahreszahlen erinnern an das erste und letzte Passionsspieljahr. | BDA-Hist.: Q37808956 Status: § 2a Stand der BDA-Liste: 2025-06-30 Name: Brunnen GstNr.: 437/1 |
| ja   | Datei hochladen | Alte Volksschule, Bergbau- und Hüttenmuseum HERIS-ID: 106912 Objekt-ID: 124166 TKK: 2534                                       | Römerstraße 30 Standort KG: Brixlegg                         | Das Haus wurde 1876 für das Gemeindeamt (bis 1877) und die Volksschule mit vier Klassenzimmern errichtet. Nach dem Bau der neuen Volksschule 1969 stand es leer, seit 1991 ist darin das Bergbau- und Hüttenmuseum untergebracht. Der zweigeschoßige Bau mit Kniestock und abgewalmtem Satteldach weist regelmäßig gegliederte Fassaden mit großen hochrechteckigen Fenstern und einem umlaufenden geschoßteilenden Gesimsband auf. Die Mauerkanten und Wandöffnungen sind durch farbige Rahmenstreifen akzentuiert. Der ostseitige Eingang ist über doppelläufige Treppe erschlossen. Das Innere mit zentralem Flur und Treppenhaus wurde umgestaltet und modernisiert. | BDA-Hist.: Q37809093 Status: Bescheid Stand der BDA-Liste: 2025-06-30 Name: Alte Volksschule, Bergbau- und Hüttenmuseum GstNr.: .132/1 Bergbau- und Hüttenmuseum Brixlegg                                                                        |
| ja   | Datei hochladen | Lichtsäule HERIS-ID: 39016 Objekt-ID: 38714 TKK: 2560                                                                          | gegenüber Römerstraße 30 Standort KG: Brixlegg               | Der Marmor-Bildstock in spätgotischen Formen stand ursprünglich an der Grenze zwischen Brixlegg und Mehrn und wurde 1988 an seinen heutigen Standort versetzt. Der Tabernakelaufsatz zeigt in flachen Nischen mit Eselsrücken Reliefs mit Passionsszenen: Christus am Ölberg, Geißelung, Dornenkrönung, Kreuzigungsgruppe mit Wappen der Schiedenhofer und die Jahreszahl 1623. | BDA-Hist.: Q37986360 Status: § 2a Stand der BDA-Liste: 2025-06-30 Name: Lichtsäule GstNr.: 430/1 |
| ja   | Datei hochladen | St. Josefsheim HERIS-ID: 106905 Objekt-ID: 124159 TKK: 2564                                                                    | Römerstraße 45 Standort KG: Brixlegg                         | Das dreigeschoßige Gebäude wurde 1948/1949 als Alters- und Entbindungsheim errichtet und 1981–1983 unter Belassung der Fassadenplastiken umgebaut. Am Polygonalerker an der Nordostecke befinden sich Nischen mit Reliefs aus Gussstein, die 1949 von Peter Schneider geschaffen wurden. Sie zeigen allegorische Darstellungen von Jugend und Kindheit, Geburt, Hilfe und Nächstenliebe und Alter. Der Erker an der Ostfassade weist ein Relief von Kindern mit dem Wappen von Brixlegg auf. Über dem vorgezogenen Eingangsbereich an der Südseite befindet sich ein Relief des hl. Josef. Im Erdgeschoß des Heimes befindet sich ein flach gedeckter, stark durchlichteter Kapellenraum mit historistischer Altarausstattung. | BDA-Hist.: Q37809060 Status: § 2a Stand der BDA-Liste: 2025-06-30 Name: St. Josefsheim GstNr.: 517/2 |
| ja   | Datei hochladen | Ehem. Getreidespeicher der Montanwerke Brixlegg HERIS-ID: 23252 Objekt-ID: 19604 TKK: 2551                                     | Werkstraße 1 Standort KG: Brixlegg                           | Der Getreidespeicher wurde im späten 17. Jahrhundert zur Versorgung der Betriebsangehörigen der Brixlegger Kupferhütte erbaut. Er befindet sich am Innufer in der Nähe des Anlegeplatzes der Innfrachtschiffe. Um die Mitte des 19. Jahrhunderts verlor er durch den Bau der Eisenbahn seine Funktion und wurde zu einer Aufbereitungswerkstätte umgebaut und später als Lagerhalle genutzt. Der langgestreckte dreigeschoßige Bau weist ein steiles Satteldach auf und ist traufseitig erschlossen. An der Nordseite befindet sich mittig ein breites Rundbogenportal mit abgefaster Marmorlaibung, das von zwei barocken Wappensteinen, bezeichnet 1687 und 1718, flankiert wird. In den Giebelfeldern befinden sich jeweils zwei gekreuzte Hämmer in vertieftem Vierpass. Das Innere ist über eine einläufige Treppe im Osten erschlossen. Die Tramdecken werden von hölzernen Säulen getragen, im Erdgeschoß zusätzlich von fünf Stützen aus Hagauer Marmor. | BDA-Hist.: Q37875258 Status: Bescheid Stand der BDA-Liste: 2025-06-30 Name: Ehem. Getreidespeicher der Montanwerke Brixlegg GstNr.: 196/1 |
| ja   | Datei hochladen | Dachauer-Kapelle HERIS-ID: 39017 Objekt-ID: 38715 TKK: 2555                                                                    | Brixlegg Standort KG: Zimmermoos                             | Der Nischenbildstock mit schindelgedecktem Satteldach wurde vermutlich in der zweiten Hälfte des 19. Jahrhunderts errichtet. Die rundbogige Nische ist mit einem Lattenzaun begrenzt und beherbergt ein Kruzifix aus dem 20. Jahrhundert vor einem gemalten Hintergrund mit Assistenzfiguren und einer Stadtlandschaft. | BDA-Hist.: Q37986378 Status: § 2a Stand der BDA-Liste: 2025-06-30 Name: Dachauer-Kapelle GstNr.: 763 |
| ja   | Datei hochladen | Schloss Lanegg HERIS-ID: 39023 Objekt-ID: 38723 TKK: 2553                                                                      | Faberstraße 1 Standort KG: Zimmermoos                        | Der Wohnturm wurde vermutlich im 14. oder 15. Jahrhundert erbaut, von ca. 1660 bis ins 19. Jahrhundert war er im Besitz der Faber von Lanegg. Der einfache, mit einem runden Treppentürmchen versehene Turm in Mehrn ist von einer Ringmauer umgeben, die früher mit Ecktürmchen besetzt war. Im Keller befinden sich ältere Lichtschlitze. | BDA-Hist.: Q2242041 Status: Bescheid Stand der BDA-Liste: 2025-06-30 Name: Schloss Lanegg GstNr.: .2 Schloss Lanegg |
| ja   | Datei hochladen | Gasthof-Pension Heilbad Mehrn HERIS-ID: 106902 TKK: 2530seit 2025                                                              | Faberstraße 5 Standort KG: Zimmermoos                        | Die Mehrner Heilquelle ist seit dem 13. Jahrhundert bekannt. 1863 wurde sie neu entdeckt und die erste Badeanlage errichtet. Nach einer Beschädigung durch Hochwasser wurde 1893 die heutige Anlage errichtet und in den 1960er Jahren umgebaut und erweitert. Der nach Aufstockung dreigeschoßige Kernbau über giebelseitig erschlossenem Mittelflurgrundriss ist mit einem flachem Satteldach gedeckt. Der rundbogige Eingang ist über eine Treppe mit vorgelagerter Terrasse erschlossen. Im ersten Obergeschoß befindet sich ein kleiner Balkon mit gedrechselten Docken und rundbogigem Durchgang. Das jüngere zweite Obergeschoß mit über Eck geführtem Balkon ist teilweise in Holzbauweise errichtet Die Längsseiten und die nördliche Giebelwand mit umlaufendem Söller, polygonalem Erkerfenster und verschalten Giebelflächen sind in charakteristischen Formen der Wende zum 20. Jahrhundert gehalten. Das Innere weist flach gedeckte Räume und eine getäfelte Stube auf. | BDA-Hist.: Q135167775 Status: Bescheid Stand der BDA-Liste: 2025-06-30 Name: Gasthof-Pension Heilbad Mehrn GstNr.: 59 Heilbad Mehrn |
| ja   | Datei hochladen | Gasthof Kirchenwirt, Mesnerhaus HERIS-ID: 24224 Objekt-ID: 20601 TKK: 2532                                                     | Faberstraße 7 Standort KG: Zimmermoos                        | Der Gasthof neben der Bartholomäuskirche wurde im 18. Jahrhundert errichtet (Firstpfette datiert 1780). Der zweigeschoßige Bau mit Satteldach über giebelseitig erschlossenem Mittelflurgrundriss weist eine fünfachsige, symmetrisch gegliederte Eingangsfassade mit breiter rechteckiger Rahmenfüllungstür auf. Im Obergeschoß befindet sich ein über drei Achsen reichender Balkon mit gedrechselten Docken. Die Fassadenmalereien zeigen die Bauernheiligen Notburga und Isidor, im Giebelfeld das Gnadenbild Mariahilf. Im Inneren befinden sich durchwegs flach gedeckte Räume und eine getäfelte Gaststube. | BDA-Hist.: Q37883069 Status: Bescheid Stand der BDA-Liste: 2025-06-30 Name: Gasthof Kirchenwirt, Mesnerhaus GstNr.: .14 Gasthof Kirchenwirt, Mehrn                                                                                               |
| ja   | Datei hochladen | Filial- und Wallfahrtskirche hl. Bartholomäus (Zwölfbotenkirche) und ehem. Friedhof HERIS-ID: 39020 Objekt-ID: 38719 TKK: 2717 | gegenüber Faberstraße 7 Standort KG: Zimmermoos              | Die Kirche wurde 1357 erstmals erwähnt und 1661 erweitert. Dabei wurde das Langhaus barock neu gebaut, von der gotischen Kirche blieben Altarraum und Turm erhalten. 1698 wurde sie neu geweiht. Der einfache Saalbau besteht aus einem vierjochigen Langhaus und einem gleich breiten, polygonal schließenden Chor. An der Nordseite des Chors steht der Turm, westlich schließt die Sakristei an, östlich ein Treppenhausanbau. Das Innere weist ein Tonnengewölbe mit Stichkappen und frühbarocker Stuckgliederung sowie eine einheitliche barocke Ausstattung auf. | BDA-Hist.: Q37986435 Status: § 2a Stand der BDA-Liste: 2025-06-30 Name: Filial- und Wallfahrtskirche hl. Bartholomäus (Zwölfbotenkirche) und ehem. Friedhof GstNr.: .13, 754, 766, 781, 33, .203 Filialkirche hl. Bartholomäus (Mehrn, Brixlegg) |
| ja   | Datei hochladen | Dorfbrunnen bei der Filialkirche HERIS-ID: 106904 Objekt-ID: 124158 TKK: 2572                                                  | gegenüber Faberstraße 9 Standort KG: Zimmermoos              | Der Brunen südlich der Bartholomäuskirche an der Böschungsmauer des ehemaligen Friedhofs wurde 1873 errichtet. Er besteht aus einem langen rechteckigen, an der Unterkante abgefasten Steinbecken mit den Initialen K, Omega und M und der Jahreszahl 1873 sowie einem Wasserausguss in Form eines Steinbockkopfes. | BDA-Hist.: Q37809049 Status: § 2a Stand der BDA-Liste: 2025-06-30 Name: Dorfbrunnen bei der Filialkirche GstNr.: 33 Dorfbrunnen Mehrn |
| ja   | Datei hochladen | Prähistorischer Bergbau am Moosschrofen HERIS-ID: 46364 Objekt-ID: 48257                                                       | Moosschrofen Standort KG: Zimmermoos                         | Die Fahlerzlagerstätten von Schwaz/Brixlegg zählen zu den größten Kupfererzvorkommen in den Alpen und wurden seit der Frühbronzezeit abgebaut. Auf der Nordseite des Moosschrofens sind in den schroffen Felswänden zahlreiche Bergbauspuren mit darunter liegenden Halden erhalten, die mittels C14-Analyse auf die späte Bronzezeit bis frühe Eisenzeit (950 bis 500 v. Chr.) datiert wurden. Die Spuren sind typisch für einen Abbau durch Feuersetzen. | BDA-Hist.: Q38020873 Status: Bescheid Stand der BDA-Liste: 2025-06-30 Name: Prähistorischer Bergbau am Moosschrofen GstNr.: 596, 597/1 |
| ja   | Datei hochladen | Bauernhof Höch, Hecher Hof HERIS-ID: 39030 Objekt-ID: 38732 TKK: 2592                                                          | Zimmermoos 1 Standort KG: Zimmermoos                         | Der auf einem Hügelrücken frei stehende Einhof, heute als Jausenstation genutzt, stammt im Kern aus dem 17. oder 18. Jahrhundert. Die Firstpfette ist mit 1869 datiert, Stall und Stadel wurden um 1960 neu gezimmert. Der zweigeschoßige Bau über Mittelflurgrundriss weist ein Satteldach mit hölzernem Glockenträger auf. Der hintere Teil im Erdgeschoß mit Rauch- und Waschküche ist gemauert, der Rest ist zur Gänze in Kantblockbauweise gezimmert. Der Wirtschaftsteil in der südlichen Gebäudehälfte ist mit einer traufseitig vorkragenden, vertikal verschalten Ummantelung versehen. Das Haus ist giebelseitig über eine aus der Mittelachse versetzte Rechtecktür erschlossen, das Hühnergatter weist ein Rankenornament und die Initialen I A M auf. An allen Seiten befinden sich, zum Teil umlaufende, Söller mit dekorativ ausgeschnittenen Seiten- und Brüstungsbrettern. Die typische Rauchküche, die noch heute zum Speckselchen verwendet wird, ist eine der wenigen in situ erhaltenen. | BDA-Hist.: Q37986521 Status: Bescheid Stand der BDA-Liste: 2025-06-30 Name: Bauernhof Höch, Hecher Hof GstNr.: .75/2 Hechahof |
| ja   | Datei hochladen | Peyerlkapelle HERIS-ID: 62066 Objekt-ID: 74583 TKK: 2727                                                                       | bei Zimmermoos 25 Standort KG: Zimmermoos                    | Die Kapelle im Weiler Hof wurde inschriftlich 1925 erbaut. Der kleine Bau mit polygonalem Schluss und weit vorgezogenem, schindelgedecktem Satteldach ist in Grüntönen bemalt und durch vertikale Zierleisten gegliedert. Er ist giebelseitig über eine von Pilastern gerahmte Rechtecktür mit bekrönendem Rundbogengiebel mit Christusmonogramm erschlossen, im Giebelfeld befindet sich ein geschnitztes Kruzifix aus dem 20. Jahrhundert. Die Fenster sind von aufwändig gestalteter, geschnitzter Blendumrahmung mit bekrönender Ziervase und Festonband umgeben. Das Innere ist mit naturbelassenem Holz verschalt, die Wände sind mit Lisenen gegliedert. Ein durch Dreipässe geformtes Brett übernimmt die Funktion des Triumphbogens und trennt den Betraum optisch vom Altarraum ab. | BDA-Hist.: Q38098694 Status: Bescheid Stand der BDA-Liste: 2025-06-30 Name: Peyerlkapelle GstNr.: 547 Peyerlkapelle in Hof |
| ja   | Datei hochladen | Pestkapelle und Pestfriedhof HERIS-ID: 85228 Objekt-ID: 99418 TKK: 3523, 140623                                                | Marienhöhe 8, bei Standort KG: Zimmermoos                    | Der Pestfriedhof im Besitz der Gemeinde Reith im Alpbachtal wurde um 1635 am alten Weg nach Reith auf der Marienhöhe angelegt. Am südlichen Rand des von Buschwerk umgebenen Gevierts steht die Kapelle, die in der ersten Hälfte des 20. Jahrhunderts anstelle eines vermutlich gemeinsam mit dem Friedhof entstandenen Vorgängerbaus errichtet wurde. Der kleine, gemauerte Kapellenbildstock mit hoher schmiedeeisenvergitterter Rundbogennische und schindelgedecktem Satteldach weist im Inneren ein Tonnengewölbe auf. | BDA-Hist.: Q38184823 Status: Bescheid Stand der BDA-Liste: 2025-06-30 Name: Pestkapelle und Pestfriedhof GstNr.: 94 |